# Aca Lukas
Aca Lukas (in serbo Аца Лукас?; Belgrado, 3 novembre 1968) è un cantante folk serbo.

## Biografia
Incominciò la sua carriera con la cantante rock Viktorija.

## Discografia
- "Pao sam na dno" (2007)

## Album
- Ponos i laž (1995) ("Pride and lie")
- Pesme od bola (1996) ("Songs made of pain")
- Lična karta (1999)("ID")
- Rođendan (2000) ("Birthday")
- Nešto protiv bolova (2001) ("Painkiller")
- Istina je da te lažem (2004) ("The thruth is that I'm lying to you")
- Jagnje moje (2006) ("My lamb")

### Album cover
- Jedno veče u kafani (1998) ("One night in the pub")
- Drugo veče u kafani (1999) ("Second night in the pub")
- Još sam tu (za drugove) (1999) ("I am still there (for my friends)")
- Zora beli... (1999) ("Dawn is coming...")
- Aca Lukas & O.K. Band (2000)

### Album Live
- Najveća žurka na Balkanu (1999) ("Largest party in the Balkans")
- Žurka (2002) ("Party")

### Compilations
- The Best of Aca Lukas (2000)